# Equal Rights
Equal Rights är ett album av den jamaicanske reggaemusikern Peter Tosh, utgivet 1977.
Titellåten "Equal Rights" belyser kampen om inte bara fred utan också rättvisa. I låtens sista minut gör Tosh ett kort ställningstagande för palestiniernas kamp som han ofta visade sitt stöd till genom att klä sig i palestinasjalar under konserter.

## Låtlista
Samtliga låtar skrivna av Peter Tosh, om annat inte anges.
1. "Get Up, Stand Up" (Peter Tosh/Bob Marley) - 3:34
2. "Downpresser" - 6:26
3. "I Am That I Am" - 4:26
4. "Stepping Razor" (Joe Higgs) - 5:47
5. "Equal Rights" - 5:57
6. "African" - 3:43
7. "Jah Guide" - 4:29
8. "Apartheid" - 5:22